# Radziejów
Radziejów (wcześniej Radziejów Kujawski, łac. Iulioburgum) – miasto w Polsce położone w województwie kujawsko-pomorskim, siedziba powiatu radziejowskiego oraz gminy wiejskiej Radziejów. Leży na Kujawach w odległości 35 km od Inowrocławia. W latach 1975–1998 miasto administracyjnie należało do województwa włocławskiego.
Był miastem królewskim Korony Królestwa Polskiego, położony w II połowie XVI wieku w powiecie radziejowskim województwa brzeskokujawskiego, należał do starostwa radziejowskiego. Miejsce obrad sejmików ziemskich województwa brzeskokujawskiego i inowrocławskiego Rzeczypospolitej od XVI wieku do pierwszej połowy XVIII wieku.
Według danych GUS z 16 listopada 2024 r. Radziejów liczył 5006 mieszkańców.

## Struktura powierzchni
Według danych z roku 2002 Radziejów ma obszar 5,75 km², w tym:
- użytki rolne: 62%
- użytki leśne: 7%

Miasto stanowi 0,95% powierzchni powiatu.

## Demografia
Dane z 16 listopada 2024 r.:
| Opis                              | Ogółem | Ogółem | Kobiety | Kobiety | Mężczyźni | Mężczyźni |
| --------------------------------- | ------ | ------ | ------- | ------- | --------- | --------- |
| Jednostka                         | osób   | %      | osób    | %       | osób      | %         |
| Populacja                         | 5006   | 100    | 2630    | 52,58   | 2376      | 47,42     |
| Gęstość zaludnienia [mieszk./km²] | 901,1  | 901,1  | 473,8   | 473,8   |           |           |

## Historia
Pierwsza udokumentowana wzmianka w źródłach historycznych o Radziejowie pochodzi z 1142 roku i mówi o nadaniu grodu klasztorowi w Mogilnie.

### Wiek XIII
Pod koniec XIII wieku Radziejów zaczął przekształcać się w znaczący na okolicę ośrodek administracyjny. Ustanowiona kasztelania powołana do sprawowania władzy sądowniczej i wojskowej miała niedługą żywotność. Autonomię swoją utraciła w końcu wieku na rzecz kasztelanów kruszwickich. Istniejąca komora celna zapewniała dochody, zbrojną pomoc oraz komasację zgromadzonych towarów w skarbcach i spichlerzach.
W 1252 roku książę kujawski Kazimierz wydał zezwolenie na lokację Radziejowa, a w 1298 roku Władysław Łokietek, książę Polski, nadał mu miejskie prawo magdeburskie. Z analizy dostępnych materiałów źródłowych oraz opracowań można wywnioskować, iż miasto posiadało drewnianą zwartą zabudowę, brukowane główne ulice, z kwadratowym rynkiem pośrodku, wokół którego znajdowały się rzemieślnicze warsztaty, sklepy, karczmy, stragany oraz budynki związane z władzą administracyjną.

### Wiek XIV
Miasto na początku XIV wieku posiadało łaźnię, dwa młyny, sześć rzeźnickich jatek, kilka zajazdów, konny młyn oraz prawo do sprzedaży soli mielonej. Jako ośrodek handlowy, pełnił Radziejów dla okolicznych wsi rolę miejsca do prowadzenia transakcji handlowych.
W połowie 1310 roku Władysław Łokietek na mocy wydanej decyzji powierzył urząd wójta radziejowskiego Gerkonowi, jako zobowiązanie za opiekę nad księżną Jadwigą, kiedy był on na wygnaniu. Podczas wojny polsko-krzyżackiej w 1330 roku miasto spalili Krzyżacy. Od 1331 roku miasto wraz całymi Kujawami okupowali Krzyżacy. Bardzo częstym gościem w Radziejowie był król Władysław Jagiełło. Radziejów był stacją Władysława Jagiełły, którą między rokiem 1399 a 1428 odwiedził aż trzynastokrotnie. Podczas jednej z wizyt odbyły się zaręczyny córki Jadwigi, a w 1425 roku mieszkańcy miasta złożyli przysięgę wierności królowi, jego żonie Zofii i ich synowi Władysławowi. 
Pod koniec średniowiecza Radziejów jako siedziba starostwa stał się również miejscem, w którym zbierały się sądy ziemski i grodzki.

### Wiek XVI
W końcu XV w. Radziejów wchodził jeszcze w skład starostwa brzeskiego. Status miasta wzrósł dopiero w XVI w., czyli w okresie zasiadania na urzędzie starościńskim przedstawicieli rodziny Leszczyńskich. Rola Radziejowa wzrosła po 1510 r., kiedy miasto stało się miejscem odbywania sejmików generalnych dla całych Kujaw, czyli dla szlachty województw brzeskiego i inowrocławskiego. Sejmiki odbywały się w miejscowym kościele farnym. W krajobrazie Radziejowa, w wiekach XVI-XVIII, dominującą rolę odgrywał drewniany zamek usytuowany we wschodniej części miasta (u zbiegu obecnych ulic Jana Pawła II i Północnej, w pobliżu klasztoru franciszkanów), który był głównym ośrodkiem władzy administracyjnej. To tam rezydowali starostowie. W XVI wieku starostowie z rodziny Leszczyńskich zbudowali w miejscu wcześniejszej drewnianej warowni wolno stojącą dwukondygnacyjną, murowaną wieżę. Obiekt został zniszczony w XVII wieku przez Szwedów i nie odzyskał już swego znaczenia. Udokumentowanymi faktami było sprawowanie urzędów między innymi przez przedstawicieli rodu Leszczyńskich, Orzelskich i później Józefa Sokołowskiego, Michała z Brudzewa Mielżyńskiego, Ignacego z Głogowy Kossowskiego oraz Wyssogota – Zakrzewskiego. Znaczenie zamku z biegiem czasu ulegało pomniejszeniu. Zdecydowanie przyczyniła się do tego dewastacja jego murów oraz obiektów, które znajdowały się w jego wewnętrznej i zewnętrznej części. Na kartach kronik zachowały się opisy jego wyglądu oraz funkcji. Zdewastowany w XVIII wieku zamek został rozebrany przed 1820 rokiem i wówczas też zniwelowano fosy. Jedynym namacalnym śladem jego usytuowania było wzgórze nazywane przez mieszkańców Radziejowa Zamczyskiem.
W 1546 roku Radziejów uzyskał przywilej de non tolerandis Judaeis.

### Wiek XVII
W drugiej połowie XVII wieku starostwo radziejowskie obejmowało, oprócz Radziejowa, pobliskie miasteczko Skulsk, oraz wsie: Czołowo, Płowce, Skotniki i Stary Radziejów. Szwedzi zniszczyli wieżę starostów królewskich.

### Wiek XVIII
W 1720 roku z inicjatywy biskupa kujawskiego Krzysztofa Szembeka powstała prowadzona przez pijarów szkoła, która kształciła przyszłych adeptów stanu duchownego oraz przygotowywała kadrę do sprawowania funkcji w świeckich urzędach. Znacznej pomocy finansowej w jej powołaniu udzieliła Barbara z Kretkowskich Mielęcka, rodziny Dąbrowskich i Zakrzewskich, ksiądz Teofil Kraśnicki, Stanisław Jarnowski, dziedzic z Lubienia, Adam Słubicki, dziedzic z Mielżyna. Z chwilą powołania Komisji Edukacji Narodowej w Radziejowie utworzono szkołę ponadwydziałową, częściowo finansowaną z funduszów wyżej wymienionej komisji. Placówka ta, oprócz działalności dydaktycznej, specjalizowała się w edukacji związanej z kulturą i sztuką. Kres jej wiąże się z przeniesieniem ojców pijarów w 1819 roku do Włocławka.

### Wiek XIX

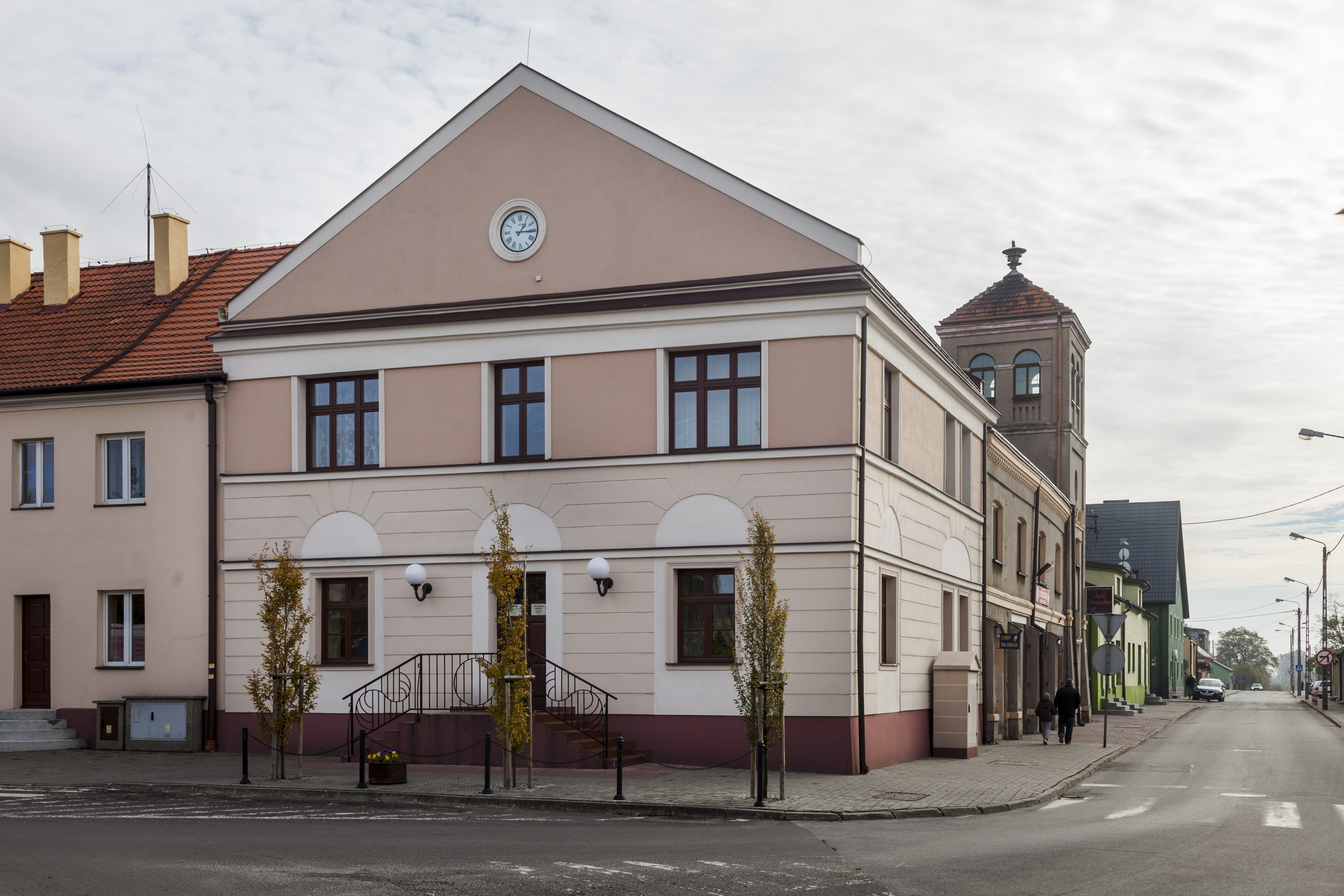
Ratusz z lat 1822–1826 według projektu Hilarego Szpilowskiego na miejscu wcześniejszego, wzmiankowanego w 1609 r.

W XIX wieku nastąpił dalszy powolny rozkwit miasta, który został zahamowany z chwilą utraty praw miejskich w 1867 roku. Ważniejszymi obiektami był miejski ratusz oraz remiza z obserwacyjną wieżą. W wyniku II rozbioru Polski, większa część dawnego województwa brzeskokujawskiego, przypadła Prusom, zaś po III rozbiorze powiaty brzeski, kowalski i radziejowski przyłączone zostały do departamentu poznańskiego w Prusach Południowych. Stan ten trwał aż do czasu zjednoczenia ziem polskich w 1807 roku (Księstwo Warszawskie). Na początku XIX wieku Radziejów liczył zaledwie 813 mieszkańców.
W dobie Księstwa Warszawskiego Radziejów wielokrotnie dotykała ekspansja licznych oddziałów wojskowych oraz rabunkowa gospodarka wojenna, co spowodowało dalsze zubożenie mieszkańców miasta. Po klęsce Napoleona i zaborze Księstwa Warszawskiego przez Rosjan, uległa zmianie struktura zarządzających władz oraz podział administracyjny. Powiaty: brzeski, kowalski i radziejowski połączono w obwód kujawski z siedzibą władz komisarza we Włocławku przyporządkowane pod protektorat mazowieckich władz wojewódzkich w Warszawie. Położenie graniczne Radziejowa, którym kierował burmistrz przy pomocy urzędników magistrackich, miało wpływ na stosunki wewnętrzne oraz nobilitowało miasto.
Na stan miasta i jego mieszkańców niewielki wpływ miały wypadki związane z powstaniem styczniowym 1863 roku, którego zasięg na Kujawach ograniczył się do odbycia kilku ćwiczeń w Brześciu Kujawskim, Kowalu, Radziejowie i Włocławku. Przywódcami powstania na tym terenie byli Ludwik Mierosławski i jego krewny z Inowrocławia – Franciszek Mierosławski. Do kilku potyczek doszło w rejonie Krzywosądzy, Dobrego i pod Nową Wsią w pobliżu jeziora Gopło. Blisko tygodniowa kampania dyktatora zakończyła się fiaskiem z powodu nieporozumień w łonie wyższych dowódców oraz brakiem zrozumienia dla idei wyzwalania kraju przez bardzo wiele prominentnych rodów ówczesnej szlachty kujawskiej, która w minimalnym stopniu wyrażała zainteresowanie powyższym problemem. Na podkreślenie zasługuje postawa bardzo licznego grona chłopów oraz zwykłych mieszkańców miasteczek. To właśnie oni z entuzjazmem przyjmowali oddziały Mierosławskiego i mimo braku odpowiedniego uzbrojenia i wyposażenia włączali się do walki zbrojnej.
Odwet, jaki zgotowała władza cesarska po zduszeniu powstania styczniowego, zaowocował sytuacją, w której Radziejów jeszcze bardziej stracił i tak nadwątloną pozycję. W 1867 roku miasto stało się osadą wiejską. Podobny los spotkał Osięciny oraz Piotrków Kujawski. Zarząd powiatowy przeniesiono do Nieszawy, pozostawiając dotychczasowemu miastu status gminy, obok gmin: Bytoń, Osięciny, Piotrków Kujawski, Sędzin i Służewo.
Radziejów pod koniec lat osiemdziesiątych XIX wieku miał 1589 stałych mieszkańców, którzy zamieszkiwali w 128 budynkach drewnianych i 12 murowanych. W mieście funkcjonował parafialny kościół katolicki oraz kościół ojców franciszkanów. Pozbawienie w ówczesnych czasach Radziejowa praw miejskich, a tym samym i wielu przywilejów, zdetronizowało go do podrzędnego miasta prowincjonalnego oraz spowodowało bardzo skromną egzystencję jego mieszkańców.

### Lata 1900–1945
Prawa miejskie Radziejów odzyskał dopiero na progu II Rzeczypospolitej, w 1919 roku. W związku z tym powołano w Radziejowie posterunek policji państwowej, urząd pocztowy i telekomunikacyjny oraz szereg instytucji i organizacji o charakterze gospodarczym, kulturalnym i społecznym. W 1931 roku Radziejów liczył 4025 osób oraz 496 budynków mieszkalnych.
Bardzo ważną rolę w okresie międzywojennym w działalności gospodarczo-ekonomicznej odegrały kółka rolnicze. Nawiązując do tradycji z początku 1905 roku utworzonego przez Tadeusza Brudzicza i Aleksandra Płachcińskiego w Radziejowie kolejne organizacje zawiązały się w Bronisławie-parceli, Czołowie i Szostce. W ramach statutowych zadań kółka rolnicze prowadziły działalność popularyzatorską oraz szkolenie w zakresie przysposobienia rolniczego. W ówczesnym Radziejowie działało około 80 zakładów przemysłowo-rzemieślniczych oraz dwa młyny, dwie piekarnie, dwanaście mleczarń, wytwórnia wody sodowej i łazienek, dwie firmy przewozowe obsługujące mieszkańców. Część miasta była zelektryfikowana z prywatnej elektrowni Wyrzykowskiego. Miejscowe rzemiosło rzeźniczo-wędliniarskie, murarskie, szewskie, krawieckie i rymarskie skupione było w cechu. Handel opanowany był głównie przez Żydów i skupiał się w małych sklepach oraz na straganach wokół rynku i pobliskich uliczkach.
Do innych stowarzyszeń i organizacji, zaliczyć należy Oddział Stowarzyszenia Kupców Polskich w Radziejowie, Radziejowską Kasę Pożyczkową Bezprocentową, Spółdzielnię Spożywczo-Manufakturową, Spółdzielnię Rolniczo-Handlową „Rolnik” i Radziejowską Kasę Stefczyka.
Życie polityczne ogniskowało się w bardzo wielu ugrupowaniach polityczno-społecznych, działających w mieście i w jego pobliżu. Bardzo duży wpływ na wielu mieszkańców Radziejowa miało oddziaływanie takich organizacji jak: Polska Partia Socjalistyczna, Polskie Stronnictwo Ludowe Wyzwolenie, Polskie Stronnictwo Ludowe Piast, Stronnictwo Narodowe, Komunistyczna Partia Polski, Bezpartyjny Blok Współpracy z Rządem, Żydowska Partia Socjalistyczna „Bund” oraz inne. Młodzież zrzeszała się w: Komunistycznym Związku Młodzieży Polskiej, Oddziale Międzynarodowej Organizacji Pomocy Rewolucjonistom, Stowarzyszeniu Robotniczego Wychowania Fizycznego „Jutrznia”, Towarzystwie Gimnastycznym „Sokół”, Związku Młodej Polski, Akcji Katolickiej, Związku Młodzieży Wiejskiej „Siew”, Legionie Polskim oraz kilku innych.
W rozwoju oświatowo-kulturalnym prym wiodła szkoła powszechna oraz inne szkoły prowadzone przez gminy wyznaniowe. Jednak ich sytuacja lokalowa była bardzo ciężka. Odziedziczona po zaborach substancja nie nadawała się do pełnego zaspokojenia wymagań dydaktycznych. W tej sytuacji postanowiono w 1921 roku rozpocząć budowę nowej szkoły, którą z wielkim trudem oddano do użytku dopiero w 1931 roku.
W omawianym okresie, głównie przy szkołach powszechnych i gimnazjum, powołano: Polską Macierz Szkolną im. Henryka Sienkiewicza, Towarzystwo Kulturalno-Oświatowe, Towarzystwo Budowy Publicznych Szkół Powszechnych, Ognisko Związku Nauczycielstwa Polskiego, Uniwersytet Ludowy, Związek Harcerstwa Polskiego, Polski Czerwony Krzyż i inne.
W sali Ochotniczej Straży Pożarnej wystawiane były wielokrotnie przedstawienia, które przy współpracy strażackich działaczy przygotowywali nauczyciele i członkowie różnych stowarzyszeń. Ożywioną pracę prowadziło Koło Gospodyń Wiejskich, organizacje i koła przyparafialne, związki sportowe i inne.
Tradycyjnym miejscem manifestacji państwowych i kościelnych, podczas których gromadziło się społeczeństwo Radziejowa, był plac koło pomnika Tadeusza Kościuszki. Tutaj narodziła się koncepcja uczczenia 600. rocznicy zwycięstwa wojsk polskich nad Krzyżakami w pobliskich Płowcach.
Nieuchronnie zbliżający się wybuch II wojny światowej wśród mieszkańców Radziejowa budził strach. Niebezpieczeństwo związane z działaniami wojennymi powodowało także chęć przeciwstawienia się potencjalnej agresji oraz wywoływało wiele samozachowawczych odruchów, częstokroć doprowadzając do irracjonalnych zachowań. Już w kilka dni po 1 września 1939 roku, przez miasto przemaszerował szereg kolumn uciekinierów, które sprowadziły spory ferment społeczny. Władze miasta, na czele z burmistrzem, ewakuowały się w stronę Brześcia Kujawskiego – brak władz spowodował częściowe splądrowanie i rabunek sklepów.
Zajęcie Radziejowa przez oddziały Wehrmachtu nastąpiło po krótkiej potyczce z miejscowym oddziałem Obrony Narodowej, w późnych godzinach popołudniowych 9 września 1939 roku. Od tej chwili miasto włączono do utworzonego powiatu w Ciechocinku tzw. Kraju Warty ze stolicą w Poznaniu. Okupant, po przejęciu całkowitej władzy, zamknął wszystkie szkoły i placówki wychowawcze, zakazał oficjalnej działalności partyjnej, rozwiązał stowarzyszenia i inne organizacje. Wielu czołowych ich przywódców zostało deportowanych do miejsc zagłady, więzień lub wywiezionych na tereny Rzeszy. Represje nie ominęły także spraw duchowych, począwszy od przeznaczania kościołów na magazyny i inne składy, a skończywszy na przymusowym w nich pobycie Żydów, których okupant ze szczególną zaciekłością i bezwzględnością eksterminował. Wiarygodne dane określają, iż około 750 osób tego pochodzenia zginęło w obozie w Chełmnie nad Nerem (Kulmhof). Ponadto w tym tak niewielkim mieście, podczas hitlerowskiej okupacji 62 osoby zostały aresztowane i większość nie powróciła do swoich domów, 11 osób zamordowano na miejscu, do obozów pracy wysłano 72 osoby, a na roboty 750.
W 1944 roku, kiedy to dochodziło coraz więcej informacji, iż dotychczas niezwyciężone wojska hitlerowskie ponoszą na froncie wschodnim porażki, w wielu miastach – w tym także i w Radziejowie – zapanowała atmosfera ulgi oraz chęci jak najszybszego wyzwolenia się z okowów wojny. Jednak rezydujące i mocne środowisko niemieckich władz w mieście nie pozwalało na jakiekolwiek odstępstwa od narzuconego reżimu. W końcu 1944 roku przystąpiono do budowy linii obrony miasta oraz pośpiesznie zwołano pospolite ruszenie, aby wzmocnić oddziały Wehrmachtu. Podczas okupacji Niemcy wprowadzili nazwę okupacyjną niem. Rädichau (1943–1945).
Z chwilą rozpoczęcia ofensywy wojsk I Frontu Białoruskiego, ziemię kujawską stopniowo opuszczał okupant. 19 stycznia 1945 roku, urzędujący w Radziejowie niemiecki komisarz zarządził ewakuację swoich urzędników, ale także i wszystkich mieszkańców miasta. Całkowita wywózka mieszkańców Radziejowa nie mogła być urzeczywistniona z powodu szybkiego wkroczenia – po krótkiej i zaciętej walce – 12 Korpusu Pancernego 2 Armii Pancernej Gwardii. Tym niemniej władze niemieckie zmusiły kilku członków Ochotniczej Straży Pożarnej, aby ze sprzętem pożarniczym wyjechały na Zachód. Jeden z pojazdów pożarniczych, walcząc z napotkanymi po drodze pożarami, dotarł aż do Berlina, drugi natomiast w wyniku sprokurowanej awarii silnika, po kilku dniach powrócił do miasta. Dla społeczności Radziejowa mroczny i tragiczny okres II wojny światowej zakończył się 20 stycznia 1945 roku.

### Po 1945
W ślad za przesuwającym się na zachód frontem przybywały grupy operacyjne, których zadaniem było przejmowanie miast i wsi oraz ustanawianie nowych struktur władzy. Miasto liczące około 4500 osób borykało się z bardzo wieloma problemami. Wprowadzenie nowych struktur władzy administracyjnej, opartych na działaczach lewicowych, spotykało się z ostrym – częstokroć krwawym – oporem. Działające oddziały podziemne poczyniły wiele szkód na posterunkach Milicji Obywatelskiej, w szkołach, w urzędach gmin i lokalach państwowych, banku spółdzielczym i sklepach spożywczych. Sytuację pogarszało niezadowolenie licznej rzeszy mieszkańców Radziejowa z powodu ich bardzo złej sytuacji materialnej, braku możliwości zakupienia czy otrzymania opału, żywności i niestabilnych cen.
Radziejów administracyjnie podlegał władzom powiatu nieszawskiego z siedzibą w Aleksandrowie Kujawskim. Ustrój miasta do 1950 roku oparty był na przepisach dekretu z 23 listopada 1944 roku o organizacji i zakresie działania samorządu terytorialnego. Na ich podstawie 12 lutego 1945 r. ukonstytuowała się licząca 16 osób Miejska Rada Narodowa. W jej składzie było 6 członków Polskiej Partii Robotniczej (PPR), 5 Polskiej Partii Socjalistycznej (PPS) oraz 5 bezpartyjnych. Jej pracami – jako przewodniczący – kierował Jan Malicki, natomiast organem wykonawczym był Zarząd Miasta kierowany przez burmistrza, który do pomocy miał ławników. Pierwszym i długoletnim burmistrzem Radziejowa był Józef Jadach.
Miejska Rada Narodowa musiała, przez cały okres swojej działalności, zmierzyć się z bardzo poważnymi zadaniami. Naczelną kwestią była pilna naprawa domów zniszczonych lub uszkodzonych w trakcie działań wojennych, naprawa i budowa nowych dróg w mieście, zaopatrzenie mieszkańców w niezbędne do życia artykuły spożywcze oraz ułatwiający egzystencje podstawowy sprzęt techniczny, dostarczenie materiałów opałowych, zapewnienie ładu i porządku publicznego, powołanie szkolnictwa i służby zdrowia, ustanowienie sprawnie działających organów władzy, która przejmowała coraz więcej obowiązków i zadań. Analiza zachowanej dokumentacji z tego okresu, zaświadcza, iż wiele wymienionych wyżej przedsięwzięć – choć z niemałymi trudnościami i oporami – zdołano zrealizować. Prace zarządu miasta oraz zatrudnionych 10 urzędników musiały zadowalać zwierzchnie władze administracyjno-partyjne, jak i mieszkańców Radziejowa, kiedy to mogły one sprawować swój urząd przez kilka kolejnych lat.
Przeprowadzona w 1954 roku reforma struktury administracyjnej państwa zniosła istnienie gmin wiejskich, z których wyodrębniono nowy twór – gromady. Kolejne uregulowania organizacyjno-prawne jakie miały miejsce pod koniec 1955 roku spowodowały powstanie powiatu radziejowskiego, w składzie którego znalazło się miasto i 31 gromad. Utworzenie nowego organizmu zdynamizowało postęp gospodarczy. Powstał wówczas szereg placówek użyteczności publicznej, zakładów pracy, obiektów handlowych i służących kulturze. Nastąpił dalszy rozwój budownictwa mieszkaniowego. Oddano do użytku wodociągi komunalne, utwardzono szereg ulic, poprawiono oświetlenie miejskie oraz odnowiono kilkadziesiąt fasad domów.

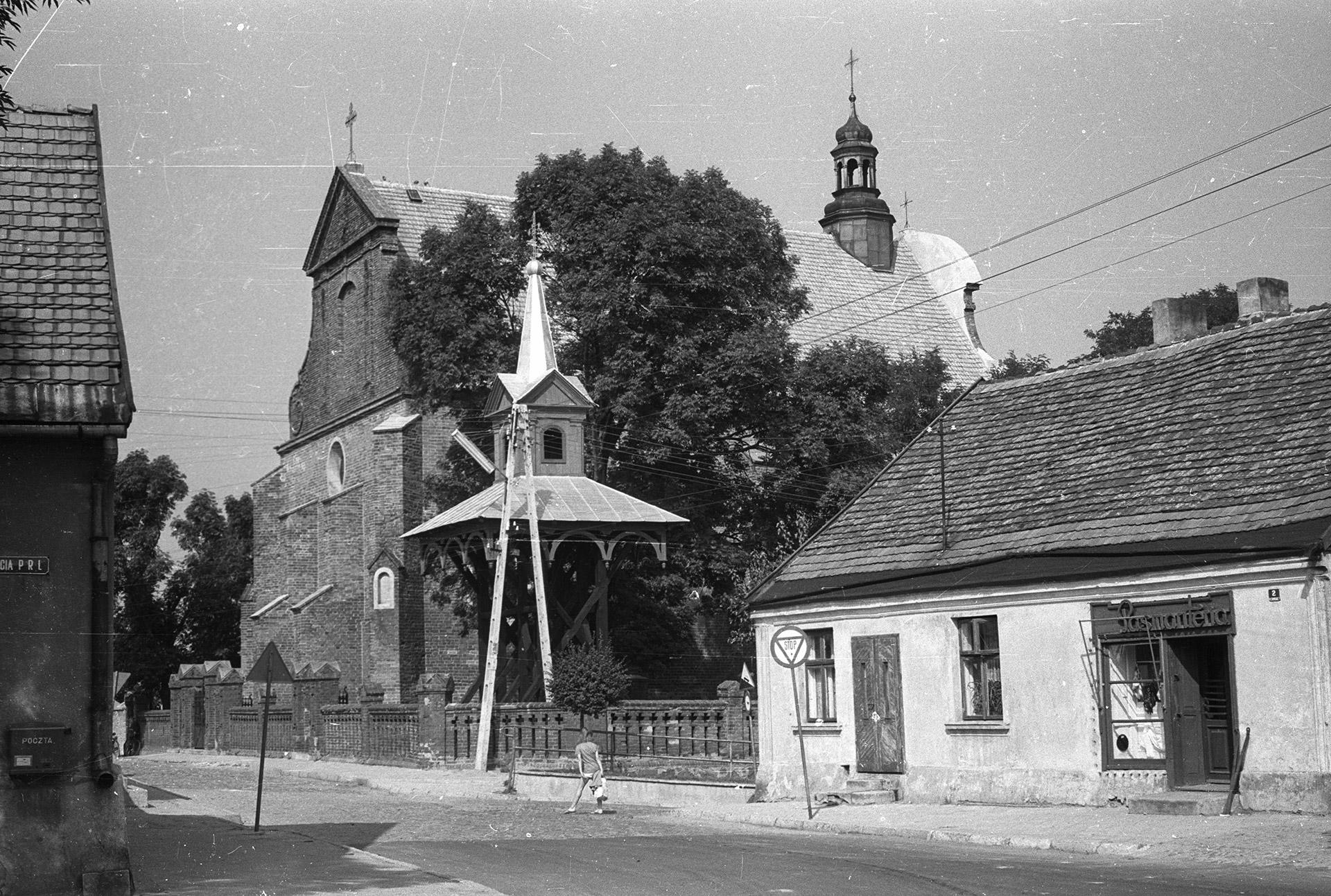
Radziejów (1970)

Z dniem 1 lipca 1975 roku wprowadzona została dwustopniowa struktura administracji państwowej. Powstało nowe województwo włocławskie, w którego obszarze znalazł się Radziejów. Okres ten to dalszy rozwój miasta. Jako przykłady wdrożenia w życie gospodarczych przedsięwzięć mogą posłużyć kompleksowe opracowanie planu rozwoju Radziejowa do 1990 roku oraz oddanie do użytku w 1979 roku kompleksu szpitalnego.
Wydarzenia z lat 80. XX w. dotknęły także i radziejowskie społeczeństwo. Na fali „polskiej bezkrwawej rewolucji” rozpoczęła się transformacja ustrojowa. W 1980 roku w remizie radziejowskiej OSP zawiązał się Komitet Obywatelski, który reprezentował „Solidarność Wiejską”. W 1986 roku na naczelnika Miasta i Gminy Radziejów wybrano Marka Szuszmana, który po przerwie w latach 1990–1994 sprawował ponownie tę funkcję, ale już jako burmistrz miasta, do 2002 roku, kiedy to przegrał wybory z przewodzącym koalicji drobnych radziejowskich przedsiębiorców Sławomirem Bykowskim. To za jego kadencji miasto nabrało estetyczniejszego wyglądu, powstało nowe osiedle mieszkaniowe, pobudowano siedzibę pod Jednostkę Ratowniczo-Gaśniczą PSP i nowoczesną stację paliw, poprawiono jakość usług telekomunikacyjnych. Wiele wysiłku i nakładów finansowych Zarząd i Rada Miasta włożyły w inwestycje chroniące środowisko naturalne. Powstał Oddział Wyższej Szkoły Pedagogicznej w Bydgoszczy, zapoczątkowano gazyfikację miasta oraz modernizację ujęcia wody i szereg innych ważnych dla funkcjonowania miasta oraz społeczeństwa inwestycji.
Pod koniec 1991 roku Rada Miejska podjęła pakiet uchwał, na mocy których ustanowiono nowy podział terytorialny i majątkowy, ustanowiła lokalizację organów miasta i gminy, udało się jej rozstrzygnąć prawa własności oraz określić struktury organizacyjne i ustrojowe wewnątrz nowo powstałych jednostek samorządowych. Rozdzielenie miasta i gminy, w początkowych latach, było z racji wielu przyzwyczajeń mieszkańców trudnym do zaakceptowania. Jednak z biegiem czasu oraz znacznym polepszeniem sprawności obsługi mieszkańców sytuacja stopniowo się znormalizowała.
W mieście, w którym mieszkańcy mieli tak duże problemy egzystencjalne, pieczołowicie kultywowano tradycje historyczne oraz zawieszoną przez działania wojenne i okupację działalność społeczno-kulturalną. Na szczególne podkreślenie zasługuje nieprzerwana praca Ochotniczej Straży Pożarnej w Radziejowie. Mimo iż okupant ustanowił niemiecką komendanturę, do drużyny bojowej należało wielu strażaków, którym dobro współmieszkańców leżało na sercu. Już w pierwszych dniach po opuszczeniu miasta przez hitlerowców stała się jedną z wiodących i bardziej prężnych organizacji społecznych. Innymi ważniejszymi w krajobrazie miasta, reaktywowanymi lub powołanymi organizacjami społecznymi (oprócz wymienionych wyżej partii politycznych) były: Stacja Opieki nad Matką i Dzieckiem, Koło Łowieckie, Chór Cecyliański, Towarzystwo Śpiewu im. Stanisława Moniuszki, Koło Społecznego Komitetu Radiofonizacji Kraju, Radziejowski Związek Samopomocy Chłopskiej, Oddział Polskiego Czerwonego Krzyża, Związek Harcerstwa Polskiego, związki: Zawodowy Pracowników Drogowych, Przemysłu Spożywczego, Pracowników Spółdzielczości, Prywatnych Kupców i inne, Stowarzyszenie Ogródków Działkowych, Komitet Opieki Społecznej, Caritas.
Odrębnym i bardzo znaczącym dla rozwoju całokształtu życia miasta była dydaktyczno-oświatowa praca placówek szkolnictwa w Radziejowie. Od połowy lutego 1945 roku – z kilkoma zmianami w późniejszych latach – działała szkoła podstawowa, która otrzymała nowy gmach w 1972 roku i w 1974 roku przemianowana została w Zbiorczą Szkołę Gminną. W 1950 roku utworzona została Państwowa Szkoła Ogólnokształcąca w Radziejowie, która w 1965 roku przyjęła imię Władysława Łokietka. Do 1 września 1975 roku na bazie lokalowej Liceum Ogólnokształcącego powstało Liceum Medyczne. Dla potrzeb kształcenia zawodowego uruchomiono w 1947 roku średnią szkołę zawodową, która na przełomie 1951/1952 roku przyjmuje nazwę Zasadnicza Szkoła Zawodowa, a w 1962 roku powstaje na jej bazie Technikum. W 1973 roku, oprócz wyżej wymienionych szkół ponadpodstawowych, pracowały jeszcze Zasadnicza Szkoła Zawodowa Dokształcająca, Zasadnicza Szkoła Budowlana, Technikum Mechaniczne i Technikum Mechaniczne dla Pracujących.
Kolejne wybory samorządowe w 1998 roku potwierdziły zasadność dotychczasowych struktur samorządowych. Nowo wybrani radni funkcję burmistrza powierzyli ponownie Markowi Szuszmanowi, a przewodniczącego rady Janowi Kalafusowi. Owocem działalności włodarzy miasta na lata 1998–2002 było opracowanie nowego programu gospodarczego i społecznego, który nigdy nie został zrealizowany. Główny nacisk położono w nim na dokończenie rozpoczętych zadań oraz na budownictwo czynszowe, infrastrukturę komunalną i techniczną.

## Zabytki

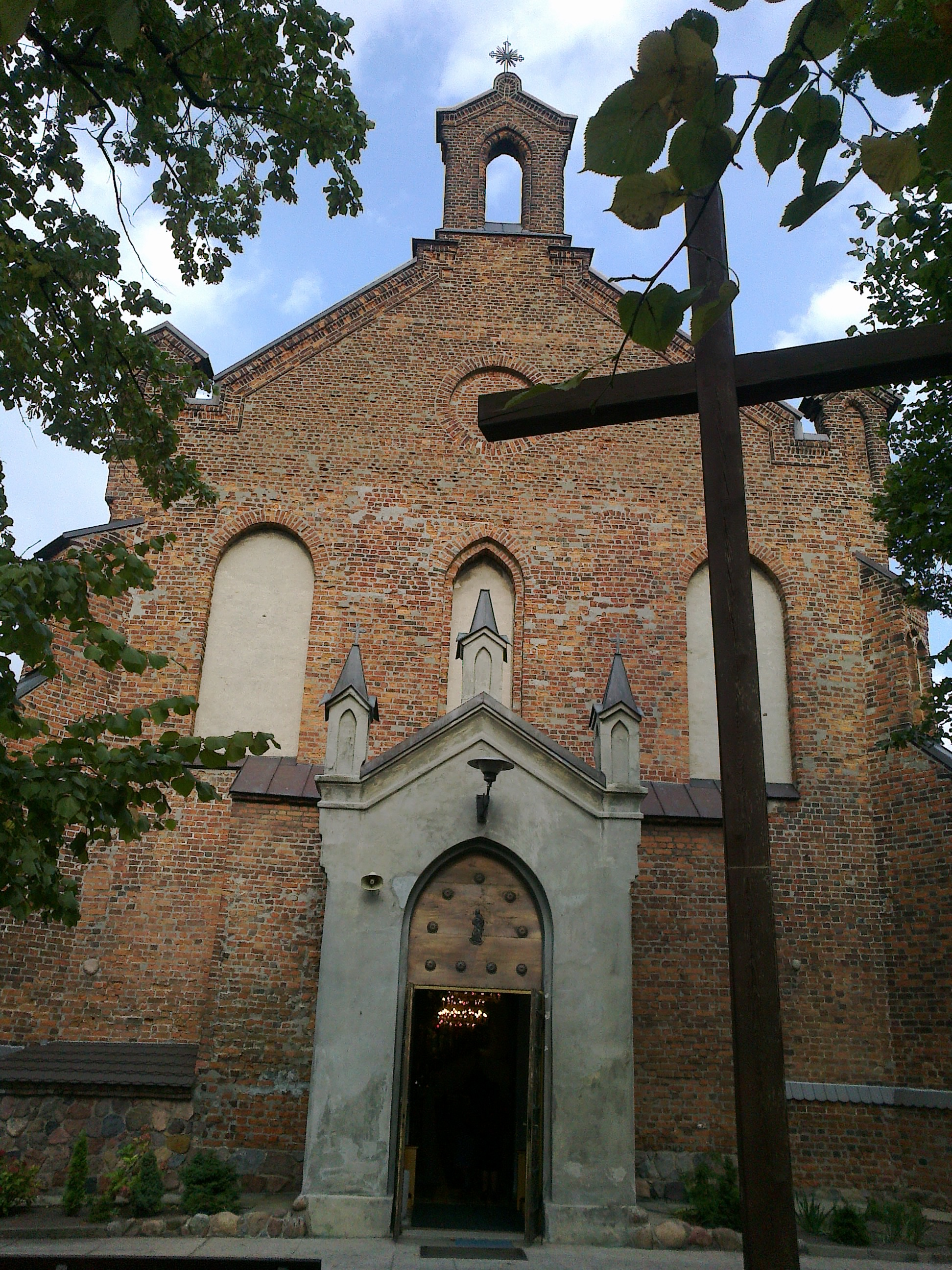
Kościół Wniebowzięcia NMP

- kościół parafialny pw. Wniebowzięcia Najświętszej Marii Panny fundacji biskupa krakowskiego Jana Grota z 1331 roku. Przebudowany w XVI wieku. W latach 1730–1865 pod zarządem zakonu Pijarów, którzy mieli tu kolegium i klasztor rozebrane po 1865 roku. Kościół ma jedną nawę z trójbocznie zamkniętym prezbiterium, szczyty neogotyckie. Wystrój neogotycki i barokowy.
- kościół i klasztor o.o. franciszkanów, którego fundatorem był w 1331 roku król Władysław Łokietek. Przebudowany na barokowy po pożarach w 1657 i 1704 roku. Nad prezbiterium szczyt z ok. 1657 roku, nad korpusem szczyt z 1930 roku. Gotycki portal zachodni z XIV/XV wieku. Wnętrze nakryte sklepieniami z 1930 roku. Wystrój barokowy. Od 14 września 2014 r. Sanktuarium Matki Bożej Nieustającej Pomocy. Wizerunek Matki Bożej Nieustającej Pomocy będący dziełem Feliksa Cichockiego słynie z licznych cudów. Staraniem O. Bonifacego Żórawskiego 4 marca 1898 r. papież Leon XIII nadał odpust wieczysty. W dniu 16 sierpnia 2015 r. J.E.Ks,Bp. włocławski Wiesław Mering wraz z Prowincjałem O. Wiesławem Pyzio nałożył uroczyście korony na ww. wizerunku Matki Bożej Nieustającej Pomocy. Przez krótki czas w klasztorze pracował ogłoszony przez Ojca Świętego Jana Pawła II błogosławionym O. Rafał Chyliński[12].
- ratusz z 1826 roku (Rynek 6), w miejscu starszego wzmiankowanego w 1609 roku.
- średniowieczny plan miasta
- wiatrak drewniany, wzmiankowany w 1765 roku – spłonął w 1987 roku.
- domy z XIX wieku

## Radziejów dzisiaj
W dniu 1 stycznia 1999 roku w wyniku nowego podziału administracyjnego kraju miasto stało się ponownie siedzibą powiatu radziejowskiego.
Obecnie miasto zajmuje powierzchnię 5,75 km² i zamieszkiwane jest przez 6 tys. mieszkańców. Na terenie Radziejowa znajdują się dwie szkoły podstawowe, w tym jedna specjalna, dwa przedszkola oraz dwa gimnazja (Publiczne Gimnazjum Powiatowe, Publiczne Gimnazjum Nr 1). Istnieją także trzy szkoły średnie: Liceum Ogólnokształcące im. Władysława Łokietka, Zespół Szkół Rolnicze Centrum Kształcenia Ustawicznego mieszczący się na Przemystce („Przemystka”) oraz Zespół Szkół Mechanicznych im. Józefa Piłsudskiego, w skład którego wchodzą następujące szkoły: Zasadnicza Szkoła Zawodowa, Zasadnicza Szkoła Specjalna, Technikum Zawodowe na podbudowie szkoły podstawowej, Technikum Zawodowe na podbudowie Zasadniczej Szkoły Zawodowej, Technikum Zawodowe dla dorosłych, Liceum Techniczne.
Radziejów należy do kapituły najstarszych miast i miejscowości w Polsce. Jest również siedzibą Stowarzyszenia Środowisk Twórców i Animatorów Kultury Kujaw i Ziemi Dobrzyńskiej. W Radziejowie działało Towarzystwo Miłośników Kujaw, które prowadziło Izbę Regionalną zajmującą się gromadzeniem zabytków związanych z dziejami Radziejowa i okolic. Towarzystwo wydawało miesięcznik „Kronika Radziejowska”.
Radziejowski Dom Kultury jest organizatorem i współorganizatorem wielu imprez: „Dni Literatury” (we współpracy z Muzeum Literatury im. Adama Mickiewicza w Warszawie). Uczestnikami imprezy byli tacy poeci i pisarze jak O. Wacław Oszajca, Janusz Odrowąż-Pieniążek, Wacław Sadkowski, Eugeniusz Kabatc, Zygmunt Dmochowski, Janusz Żernicki. W programach kolejnych „Dni Literatury” występowali tacy artyści scen polskich jak: Anna Chodakowska, Jan Jakub Należyty, Tadeusz Malak. Radziejowski Dom Kultury organizuje „Kolorowy Mikrofon” – Miedzywojewódzkie Prezentacje Piosenki Dziecięcej. Ponadto RDK organizuje – „Dni Radziejowa”, plener „Maluj razem z nami”, prowadzi działalność wydawniczą, a osiągnięcia to wydanie „Wesela na Kujawach” Franciszka Becińskiego, „Radziejów i okolice” przewodnika dekanatu Radziejowskiego i tomiku wierszy Zygmunta Dmochowskiego.
W Radziejowie działają stowarzyszenia: Radziejowskie Stowarzyszenie Unitis Viribus, M.U.K.S „Lider”, Klub Sportowy „Start”, TKKF „Radziejowianka”, Stowarzyszenie na Rzecz Integracji „Razem”, Zarząd Rejonowy PCK, Forum Samorządowe.
Miejska Biblioteka Publiczna im. Franciszka Becińskiego jest organizatorem Ogólnopolskiego Konkursu Literackiego im. F. Becińskiego. Według danych na dzień 31 grudnia 2011roku biblioteka liczy 51.081 woluminów. W bibliotece funkcjonuje stała wystawa – „Franciszek Beciński Poeta Kujaw”.
Miasto posiada własną flagę – w kolorach niebieskim, żółtym i czerwonym (w układzie poziomym), w centrum paska środkowego – umieszczony jest herb miasta oraz godło herbowe – na tle błękitnej tarczy widnieją trzy białe blankowe zakończone czerwonymi stożkowymi dachami wieże, a pod nimi złota misa z biała głową św. Jana Chrzciciela. Ponadto uchwała Rady Miejskiej Nr XXIV/152/97 ustanowiono hejnał – utwór instrumentalny na trąbkę, pieczęć i insygnia władz miejskich.

## Sport w Radziejowie

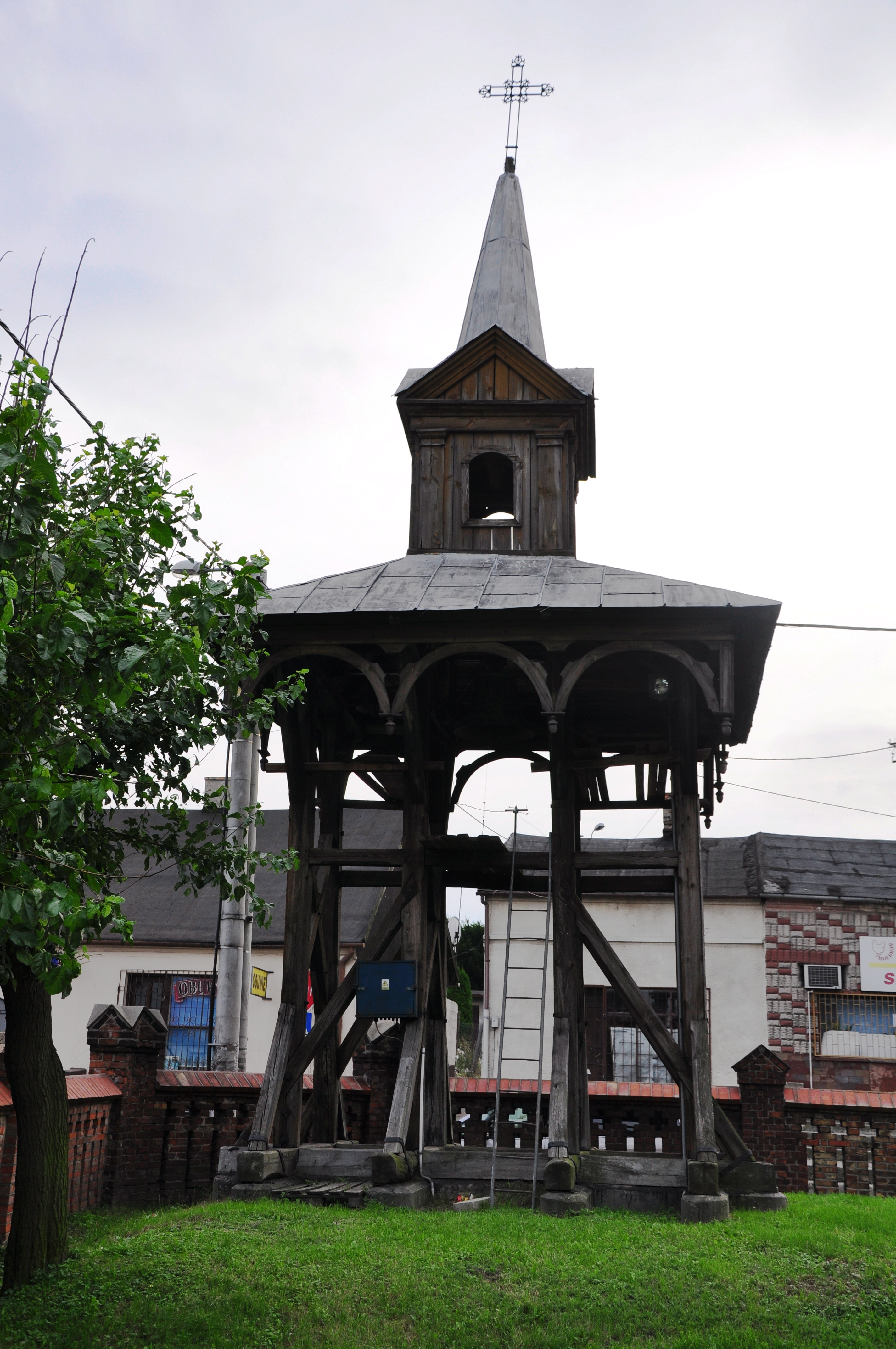
Dzwonnica przy kościele pw. Wniebowzięcia MB

W Radziejowie działa klub piłkarski Start Radziejów, założony w 1948 roku. W sezonie 2023/2024 klub gra w włocławskiej klasie A.
Dnia 14 sierpnia 2012 powstał Radziejowski Klub Pływacki „Wodnik”.

## Wspólnoty wyznaniowe
- Kościół rzymskokatolicki (parafie należą do dekanatu radziejowskiego):
  - Podwyższenia Krzyża Świętego
  - Wniebowzięcia NMP
- Świadkowie Jehowy:
  - zbór Radziejów, Sala Królestwa[14].